# 산블라스카니예하스
산블라스카니예하스(스페인어: San Blas-Canillejas)는 스페인 마드리드의 행정구 중 하나이다.

## 지역

산블라스카니예하스

산블라스카니예하스는 8개의 다음과 같은 지구가 있다.
- 암포스타
- 아르코스
- 카니예하스
- 헬린
- 레하스
- 로사스
- 살바도르
- 시망카스